# Torre de la Sal (Casares)
La Torre de la Sal, també anomenada Torre del Salto de Mora és una torre alimara situada al litoral del municipi de Casares, a la província de Màlaga. Igual que altres torres alimares del litoral mediterrani andalús, la torre formava part d'un sistema de vigilància de la costa emprat per àrabs i cristians i, com les altres torres, està declarada Bé d'Interès Cultural.
Té planta quadrada i els seus costats, a la base, tenen 9,20 metres i la seva altura supera els 10 metres. Està situada en un promontori prop de la desembocadura del riu Manilva. Es coneix des del segle XVI si bé podria tractar-se d'una obra nassarita. Internament es divideix en dues cambres quadrades de 6,5 metres de costat que es cobreixen de volta octogonal bufada, sobre trompes i dues rosques volades de maons. A la cambra inferior (antic magatzem o dipòsit a l'època més antiga) s'aprecien modificacions més modernes com el recreixement dels murs o l'accés, arran de terra obert al costat nord.